# Nederlek
Nederlek – dawna gmina w Holandii, w prowincji Holandia Południowa. 1 stycznia 2015 gmina Nederlek została zniesiona, wraz z gminami Ouderkerk, Vlist, Bergambacht i Schoonhoven weszła w skład nowo utworzonej gminy Krimpenerwaard.

## Miejscowości
Krimpen aan de Lek, Lekkerkerk, Opperduit, Schuwacht.